# Морозов Олександр Євгенович
Олександр Євгенович Морозов (нар. 18 квітня 1973) — радянський та український футболіст, що грав на позиції воротаря. Найбільш відомий за виступами у шепетівському «Темпі», у складі якого став володарем Кубку УРСР 1991 року.

## Клубна кар'єра
Олександр Морозов розпочав виступи на футбольних полях у 1991 році в складі команди нижчої другої ліги СРСР «Темп» з Шепетівки. У складі команди відразу став основним воротарем команди, яка цього року здобула Кубок УРСР з футболу, що дало право команді наступного року стартувати у вищому дивізіоні українського футболу. Проте, хоч і Морозов залишався основним воротарем команди й у вищій лізі, але «Темп» після швидкоплинного першого чемпіонату України вибув до першої ліги. Наступний сезон Олександр Морозов розпочав у команді другої ліги ЦСК ЗСУ, яка за підсумками сезону вибула до третьої ліги, щоправда повернулась до другої ліги за підсумками сезону 1994—1995 років. У 1996 році Морозов грав у складі аматорських клубів з Нікополя «Обрій» і «Ера». У 1997 році Морозов став гравцем команди першої ліги «Металург» з Нікополя, проте основним гравцем у ній не став, зігравши майже за два роки перебування у команді лише 9 матчів, чергуючи ігри в професійній команді з виступами в аматорських клубах міста. У 2000 році футболіст стає гравцем нижчолігової словацької команди «Блава». За рік Морозов повертається до нікопольської професійної команди, яка розпочала виступати під назвою «Електрометалург-НЗФ», проте цього разу він був лише запасним воротарем, і на поле в офіційних матчах не виходив. Надалі, після втрати нікопольською командою професійного статусу, Олександр Морозов до 2012 року грав у низці аматорських клубів Дніпропетровської області, у тому числі в нікопольських «Колосі» та «Електрометалурзі-НЗФ» та «Шахтарі» з Марганця, після чого завершив виступи на футбольних полях.

## Досягнення
- Володар Кубку УРСР: 1991